# Auburn (California)
Auburn è una località degli Stati Uniti d'America, capoluogo della contea di Placer, nello stato della California.